# Tokamak

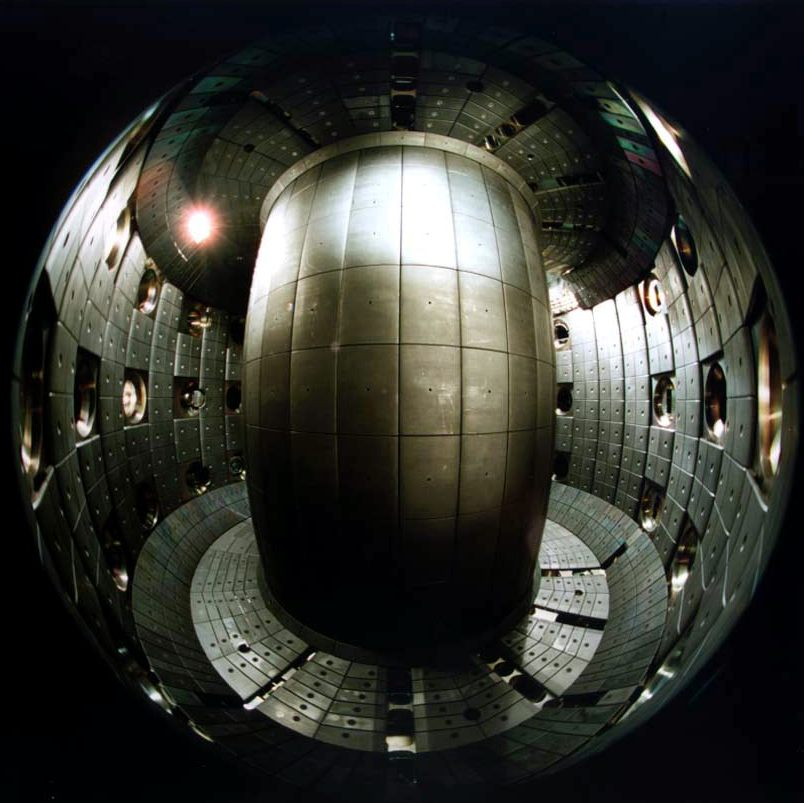
Het binnenste van de "Tokamak à configuration variable", TU Lausanne. Afmetingen: Hoogte 1,40 m, grootste diameter 0,875 m.

Een tokamak is een torusvormig apparaat waarin een plasma kan worden opgesloten met behulp van sterke magnetische velden. Tokamaks worden gebruikt in onderzoek naar fusie-energie, met als uiteindelijke doel een economisch rendabele energiebron (kernfusie is realiseerbaar, economisch rendabel is het nog niet). De naam токамак is een samentrekking van de Russische woorden тороидальная камера в магнитных катушках (toroidalnaja kamera v magnitnych katoesjkach), vertaald in het Nederlands: torusvormige kamer met magneetspoelen. Het apparaat is in 1950 ontworpen door Igor Tamm en Andrej Sacharov. De tokamak is op het moment de meest gevorderde technologie op weg naar het bereiken van rendabele kernfusie.

## Kernfusie
Het verschil tussen kernreacties en chemische reacties is dat bij chemische reacties elektronen betrokken zijn, terwijl bij kernreacties de protonen en neutronen van de atoomkern betrokken zijn. Evenals bij chemische reacties kan bij nucleaire reacties energie opgenomen of afgegeven worden. Om bij fusiereacties energie te doen vrijkomen moeten er kleinere, minder stabiele kernen bijeengebracht worden om een stabielere kern te verkrijgen. De energie ontstaat door het verschil in bindingsenergie van de kern na de fusie en de kernen voor de fusie. Er worden geen deeltjes gecreëerd of vernietigd. De bindingsenergie van de deeltjes voor de fusie is groter dan deze van het deeltje na de fusie. Het is dit verschil dat vrijkomt tijdens fusie en wel via de fameuze formule van Einstein: {\displaystyle E=mc^{2}} waarin m het massaverschil is tussen de deeltjes voor en na de reactie en c de lichtsnelheid. Hierbij wordt dus inwendige energie, meetbaar als massa, omgezet in uitwendige energie.

## Plasma-opsluiting
Een probleem bij kernfusie is de extreem hoge temperatuur (circa 10 miljoen K) die ervoor nodig is. De brandstof bevindt zich bij die temperatuur in de plasmatoestand. Geen enkel materiaal is tegen een dergelijke temperatuur bestand en een eenvoudig reactievat is dan ook ongeschikt. Bij een natuurlijke fusiereactor - een ster - wordt het hete plasma bijeengehouden door de zwaartekracht, maar een ster moet daarvoor zeer groot zijn. Bij een kunstmatige fusiereactor wordt het hete plasma door een sterk magnetisch veld op z'n plaats gehouden. Door het magnetisch veld komt het plasma niet in contact met de wand van de reactor, wat twee problemen oplost:
- Het plasma wordt niet afgekoeld door de veel koudere wand.
- De wand wordt niet beschadigd door het hete plasma.

Een belangrijk gedeelte van het magnetische veld komt tot stand door een elektrische stroom in het plasma (de plasmastroom), die wordt opgewekt door het plasma te gebruiken als de secundaire spoel van een transformator. Omdat een transformator inherent een wisselstroom-apparaat is (waarbij de stroom periodiek 0 moet worden), kan de plasmastroom op deze manier maar een beperkte tijd in stand worden gehouden. Om te voorkomen dat een kernfusiecentrale die een tokamak gebruikt alleen in korte pulsen kan werken, wordt veel onderzoek gedaan naar andere manieren om de stroom lopende te houden. Een succesvolle methode is om de stroom, na opstarten met de transformator, in stand te houden door microgolven in te stralen.
Een ander deel van het magneetveld wordt bij sommige tokamaks opgewekt door supergeleidende elektromagneten, die alleen werken bij een zeer lage temperatuur. In een dergelijke tokamak komen dus de koudste en de heetste plekken op aarde vlak naast elkaar voor.

## Voordelen en nadelen
Voordelen van zulke energiecentrales zijn dat er weinig radioactief afval ontstaat en dat er steeds maar een kleine hoeveelheid nucleair reagens in de reactor aanwezig is. Een nadeel is dat zelfs de kleinste installatie waarin een rendabele exploitatie mogelijk zou zijn vrij groot is. Kernfusie is in huidige experimenten wel gerealiseerd, maar in het beste geval kost het net iets meer energie om de reactie op gang te houden dan dat de reactie oplevert. Het vergroten van de machine kan dit probleem oplossen. Of kernfusie ooit economisch rendabel wordt hangt, behalve van technische factoren, ook af van zaken als de prijs van andere energiebronnen.

## Tokamakopstellingen in de wereld
Wereldwijd beschikken meerdere onderzoeksinstellingen over een tokamak. In 1996 is in de Tokamak-60 van het Japanse Naka Fusion Research Establishment in Naka een temperatuur van 520 miljoen kelvin bereikt. Dat is de hoogste temperatuur die ooit door mensen is gegenereerd.
In Princeton, VS staat ook een bekende proefopstelling, de TFTR (Tokamak Fusion Test Reactor) en in Culham, UK staat JET, (Joint European Torus), het Europese vlaggenschip van dit type onderzoek en de grootste tokamak ter wereld. In de zomer van 2005 is het besluit genomen om het grote internationale project ITER te bouwen in Zuid Frankrijk (Cadarache). ITER zou rond eind 2025 de mogelijkheid van energetisch rendabele kernfusie moeten demonstreren, door 10 keer meer energie te produceren dan het energetisch quitte-speelpunt (Q=10). Daarna staat de bouw van de nog grotere DEMO-tokamak gepland die elektriciteit zou moeten gaan leveren met Q=30-50.
Tot 1998 was op het FOM-Instituut voor Plasmafysica Rijnhuizen in Nieuwegein (Nederland) de tokamak RTP actief. Nederland noch België beschikken sinds de sluiting van RTP over een tokamakexperiment. Wel hebben beide landen daarna nog samen met de Duitse regio Noordrijn-Westfalen onderzoek gedaan op de Duitse tokamak TEXTOR in Jülich, binnen het Trilateral Euregio Cluster (TEC). In december 2013 is ook deze buiten gebruik gesteld. Zowel Nederland als België werkt nog aan onderzoek en de bouw van onderdelen voor het ITER-project.